# كينيتشي هاياكاوا
كينيتشي هاياكاوا (باليابانية: 早川賢一؛ بالكانا: はやかわ・けんいち) هو لاعب كرة الريشة ياباني، ولد في 5 أبريل 1986 في أوتسو في اليابان.

## وصلات خارجية
- كينيتشي هاياكاوا على موقع BWF.tournamentsoftware.com (الإنجليزية)
- كينيتشي هاياكاوا على موقع BWFbadminton.com (الإنجليزية)
- كينيتشي هاياكاوا على موقع اللجنة الأولمبية الدولية (الإنجليزية)
- كينيتشي هاياكاوا على موقع أوليمبيديا (الإنجليزية)